# Megatrigoniidae
Megatrigoniidae zijn een uitgestorven familie van tweekleppigen uit de orde Trigonioida.

## Taxonomie
De volgende geslachten zijn bij de familie ingedeeld:
- † Anditrigonia Levy, 1967
- † Apiotrigonia Cox, 1952
- † Columbitrigonia Poulton, 1977
- † Dampietrigonia Tashiro, 1979
- † Eoanditrigonia Leanza, 1993
- † Heterotrigonia Cox, 1952
- † Megatrigonia van Hoepen, 1929
- † Nakanotrigonia Tashiro, 1979
- † Nuraya Özdikmen & Akbulut, 2010
- † Paranditrigonia Reyes & Pérez, 1983

### Synoniem
- Microtrigonia Nakano, 1957 => Nuraya Özdikmen & Akbulut, 2010 †